# Межозёрный (Челябинская область)
Межозёрный — рабочий посёлок в Верхнеуральском районе Челябинской области России. Расположен на западе области, вблизи границы с Республикой Башкортостан, в 25 км к югу от города Учалы, в 94 км к северу от города Магнитогорска и в 43 км от районного центра города Верхнеуральска.
Образует Межозёрное городское поселение.
Население 6517 чел. (2023).

## История
Межозёрный был образован в 1956 году с началом разработки карьера и добычи медной руды Учалинским горно-обогатительным комбинатом и поначалу назывался XIX партсъездом в честь XIX съезда КПСС, когда здесь был вскрыт первый карьер.
25 мая 1963 года решением исполкома Челябинского облсовета депутатов трудящихся, учитывая пожелания трудящихся, ходатайства Верхнеуральского райисполкома и Учалинского горно-обогатительного комбината, посёлок был выделен из состава Карагайского сельсовета, отнесён к категории рабочих посёлков, ему было присвоено новое название: Межозёрный из-за расположения посёлка между тремя озёрами: Чебачьим, Карагайским и Гнилым. Также на территории Межозёрного был образован Межозерный поселковый совет депутатов трудящихся, подчинённый Верхнеуральскому районному совету.
Сегодня жители рабочего посёлка работают, в основном, на карьере «Молодёжный», где добывается медно-цинковая руда. На рубеже ХХ и XXI веков введен в строй подземный рудник «Узельгинский», здесь руда добывается на глубине 700 м.

## Население
| 2002  | 2005  | 2006  | 2007  | 2008  | 2009  | 2010  |
| ----- | ----- | ----- | ----- | ----- | ----- | ----- |
| 8282  | ↘7921 | ↘7672 | ↘7585 | ↘7483 | ↗8141 | ↘7357 |
| 2011  | 2012  | 2013  | 2014  | 2015  | 2016  | 2017  |
| ↗7367 | ↘7311 | ↘7217 | ↘7164 | ↘7130 | ↘7075 | ↘6976 |
| 2018  | 2019  | 2020  | 2021  | 2023  |       |       |
| ↘6879 | ↘6793 | ↘6695 | ↘6666 | ↘6517 |       |       |

## Инфраструктура
В посёлке есть две общеобразовательные школы и детская школа искусств.
- Памятник первооткрывателям и первостроителям в Межозёрном
- Западная часть посёлка
- Восточная часть посёлка и гора Утанкташ
- Узельгинский рудник

## Религия
- Церковь в Межозёрном
- Мечеть в Межозёрном

Православные храмы
- Церковь Иверской иконы Божией Матери

Мечети
- Мечеть